# Michel-Louis Victor Mercier
 (juillet 2012).
Si vous disposez d'ouvrages ou d'articles de référence ou si vous connaissez des sites web de qualité traitant du thème abordé ici, merci de compléter l'article en donnant les références utiles à sa vérifiabilité et en les liant à la section « Notes et références ».
Pour les articles homonymes, voir Mercier.
Michel-Louis Victor Mercier, né le 24 mai 1810 à Meulan, où il est mort le 26 mars 1891, est un sculpteur français.

## Biographie
Michel-Louis Victor Mercier est un ancien élève de James Pradier. Il a un frère Édouard Mercier.
En 1835, le sculpteur Jean-François Legendre-Héral réalise son buste qui est conservé au Musée Fabre à Montpellier après avoir été exposé au Salon des artistes français la même année.

## Œuvres sélectives
- Sainte Geneviève (1845) dans la série « Reines de France et Femmes illustres » du Jardin du Luxembourg.
- David et Goliath (1874)
- Pierre Puget pour l'École nationale supérieure des beaux-arts

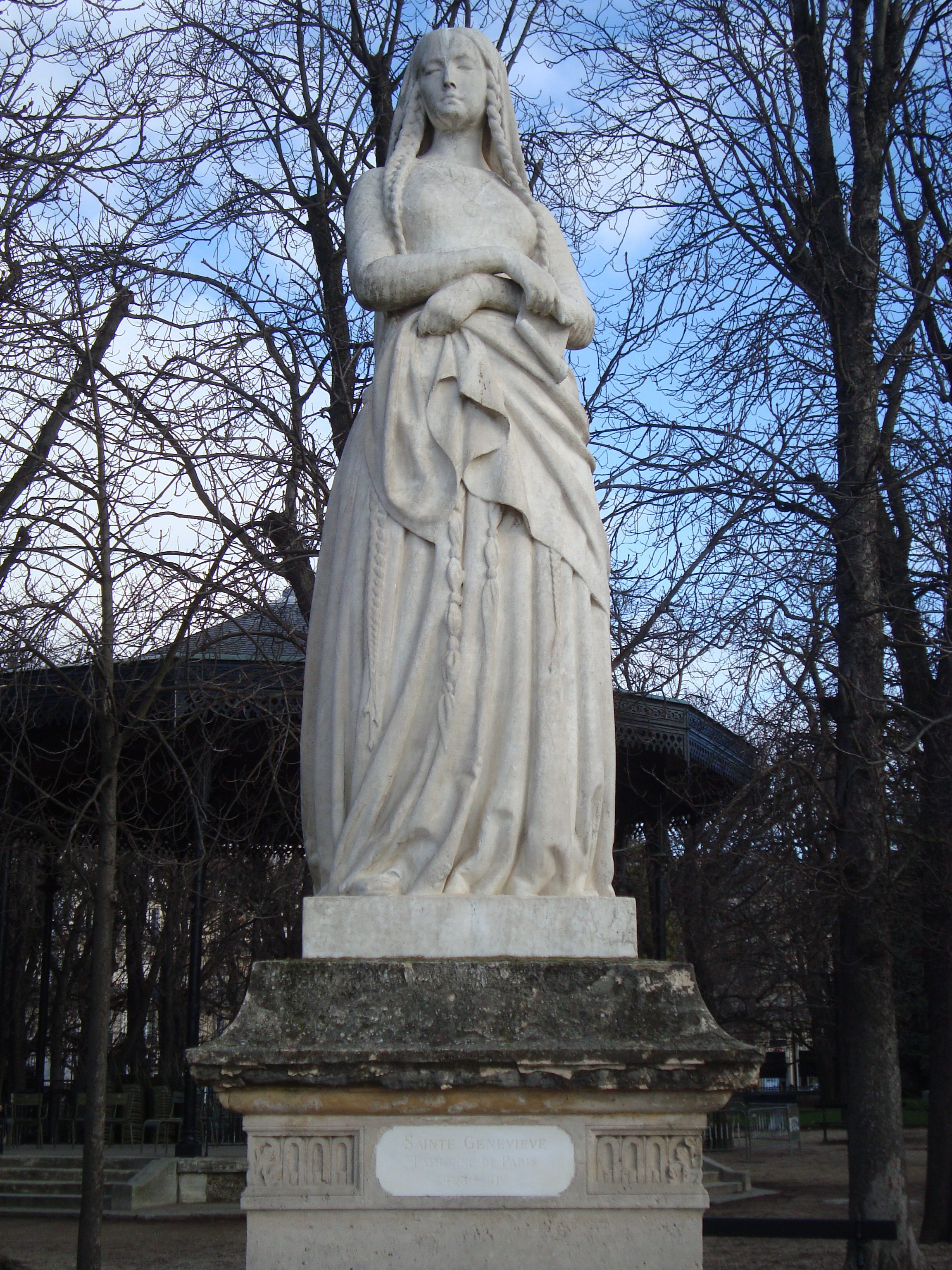
Sainte Geneviève dans la série « Reines de France et Femmes illustres »